# Try This
Try This (срп. Пробај ово) је трећи албум америчке певачице Пинк објављен 11. новембра 2003. године. Сингл Feel Good Time који је Пинк снимила у сарадњи са Вилијамом Орбитом, а који је коришћен у филму Чарлијеви анђели 2, касније се појавио и на албуму. Са албума су се издвојила још три сингла, и то: Trouble, God Is a DJ и Last to Know. Ово је уједно њен први албум који је због нешто „тврђих“ стихова добио Parental Advisory упозорење. Са само 3.247.890 милиона продатих примерака у свету.
Иако је албум углавном добио позитивне критике, није успео да понови популарност, као ни тираж претходног албума. Пинк је током 2004. године одржала турнеју у Европи.

## Листа песама
1. „“ - 3:13
2. „“ - 3:46
3. „“ - 4:03
4. „“ - 3:56
5. „“ - 3:44 (са Пичис)
6. „“ - 5:03
7. „“ - 5:28
8. „“ - 3:16
9. „“ - 3:14
10. „“ - 3:52
11. „“ - 3:39
12. „“ - 3:14
13. „“ - 3:58 (са Вилијамом Орбитом, бонус песма за тржиште ван САД-а)
14. „“ - 2:29
15. „“ - 3:04 (скривена песма)